# 机场前站
机场前站是一个位于中华人民共和国云南省昆明市官渡区大板桥街道昆明新航空港规划地块内，属于昆明地铁6号线的地铁车站。此站作为机场中心站的前一站，因此得名机场前站，正式定名前又名航空港前站或综合交通枢纽站。机场前站于2011年8月开工建设，2012年6月28日6号线开通运营，但本站暂不办客。2017年8月29日，本站随停运改造完成后的6号线一同开通运营。

## 概要
机场前站距离机场中心站约3公里，从外部看由一个半椭形透明建筑和黄色墙体建筑相连构成，正对出入口处有两根伞状立柱。该站主要供新机场工作人员上下班使用。站厅共有两个出入口，设有检票系统，顶棚和周围墙体大部分采用通透设计。大厅中央处设有无障碍升降梯，步行楼梯及自动扶梯。

## 车站楼层
| 地面层 站厅层   | 站厅                        | A-D出入口、票务服务、自动售票机、一卡通充值、安检、进出站闸机 |
| 地下一层 站台层 | 側式站台，右侧開门          | 側式站台，右侧開门                                            |
| 地下一层 站台层 | █ 6号线往塘子巷（大板桥）   |                                                               |
| 地下一层 站台层 | █ 6号线往机场中心（終點站） |                                                               |
| 地下一层 站台层 | 侧式站台，右侧開门          |                                                               |

## 出口
本站设有2个出口：
|          | 编号     | 地点               | 建议前往的目的地 | 照片 |
| 出口 · A | 长港中路 | 东方航空公司办公区 |                  |      |
| 出口 · B | 长港中路 |                    |                  |      |